# 松山済生堂
株式会社松山済生堂・卸部門（まつやまさいせいどう）は、かつて和歌山県和歌山市砂山南4-2-18に本社を置いていた、医薬品・医療機器・医療用検査試薬・一般用医薬品等の卸売販売及び小売企業であった。医薬品卸部門は三共系医薬品卸であった。営業権譲渡の時点では取引先319軒をもつ中堅企業であった。現在は、卸部門を「日本商事」に譲渡し小売部門・調剤部門のみとなっている。

## 概要(卸部門譲渡前)
- 資本金　1,000万円
- 代表取締役社長　松山行宏・田村実
- 常務　中野博美
- 取締役　藤内稔・鈴木達・樋口守・森昭二

## 大株主(卸部門譲渡前)
- 三共100%

## 沿史
- 1967年5月30日｢松山済生堂薬局・卸部」を分離独立させ設立
- 1980年11月　経営悪化した三共の自社系列下の「松山済生堂」を「日本商事株式会社」が営業権を譲渡
- 1980年11月　小売・調剤薬局となる

## 主な取引メーカー(卸部門譲渡前)
- 三共
- 協和発酵
- 明治製菓
- 小野薬品
- 鳥居薬品
- 興和新薬
- 日本ヘキスト
- フナイ
- 萬有製薬
- 日本アップジョン

## 営業所(卸部門譲渡前)
- 田辺出張所・和歌山県田辺市湊小泉1412

## 備考
- 日本商事は、大阪府の｢大商薬品」「株式会社大阪ミドリ十字」奈良県の「浦西薬局株式会社」（得意先63軒）・和歌山県の「松山済生堂」との合併により近畿圏を中心に商業圏が拡大する。しかし、この時点ではまだ京都・滋賀圏域に営業所を設置するも販売エリア拡大は困難を極める。